# Eugen Systems
Eugen Systems — французький розробник відеоігор, розташований у Парижі, Франція. Компанію заснували у січні 2000 року брати Алексіс Ле Дрессей (фр. Alexis Le Dressay), архітектор DPLG, та Седрік Ле Дрессей (фр. Cédric Le Dressay), інженер-програміст. Наразі компанія спеціалізується на розробці ігор у жанрі стратегії в реальному часі для платформ PC та Macintosh, хоча раніше також створювала ігри для PlayStation 3 та Xbox 360.

## Розроблені ігри
| Рік  | Назва                                 | Платформи         | Платформи | Платформи | Платформи | Видавець                               |
| Рік  | Назва                                 | Microsoft         | Sony      | Apple     | Інші      | Видавець                               |
| ---- | ------------------------------------- | ----------------- | --------- | --------- | --------- | -------------------------------------- |
| 2000 | Times of Conflict                     | Windows           | Ні        | Ні        | Ні        | Microids                               |
| 2002 | The Gladiators: Galactic Circus Games | Windows           | Ні        | Ні        | Ні        | Arxel Tribe, Tri Synergy               |
| 2005 | Act of War: Direct Action             | Windows           | Ні        | Ні        | Ні        | Atari                                  |
| 2006 | Act of War: High Treason              | Windows           | Ні        | Ні        | Ні        | Atari                                  |
| 2010 | R.U.S.E.                              | Windows, Xbox 360 | PS3       | Ні        | Ні        | Ubisoft                                |
| 2012 | Wargame: European Escalation          | Windows           | Ні        | MacOS     | Linux     | Focus Home Interactive / Eugen Systems |
| 2013 | Wargame: AirLand Battle               | Windows           | Ні        | MacOS     | Linux     | Focus Home Interactive / Eugen Systems |
| 2014 | Wargame: Red Dragon                   | Windows           | Ні        | MacOS     | Linux     | Focus Home Interactive / Eugen Systems |
| 2015 | Act of Aggression                     | Windows           | Ні        | Ні        | Ні        | Eugen Systems                          |
| 2017 | Steel Division: Normandy 44           | Windows           | Ні        | Ні        | Ні        | Paradox Interactive                    |
| 2019 | Steel Division 2                      | Windows           | Ні        | Ні        | Ні        | Eugen Systems                          |
| 2024 | WARNO                                 | Windows           | Ні        | Ні        | Ні        | Eugen Systems                          |

## Страйк 2018 року
14 лютого 2018 року через профспілку працівників відеоігор Le Syndicat des Travailleurs et Travailleuses du Jeu Vidéo (STJV, Профспілка працівників відеоігор) було опубліковано заяву, в якій 21 із 44 працівників компанії Eugen Systems повідомили, що компанія відмовлялася оплачувати понаднормову роботу, затримувала зарплати, знижувала брутто-зарплати нижче встановленого у Франції мінімального рівня, не виконувала контрактні та колективно погоджені зобов'язання. У зв'язку з цим працівники оголосили страйк до виконання їхніх вимог. Компанія Eugen Systems у своїй відповіді спростувала більшість звинувачень, однак визнала два випадки затримки зарплат, пояснивши це технічними причинами, а не навмисними діями. STJV запустила краудфандингову кампанію збору коштів для підтримки працівників, які перебували в страйку. Через тиждень STJV заявила, що цей страйк свідчить про глибшу проблему — відсутність поваги до досвіду та інших професійних навичок програмістів у відеоігровій індустрії загалом. Під час страйку працівники зустрічалися вдома один в одного, підтримували морально й організовували зустрічі з журналістами, захисниками прав трудящих і політиками.
Представник працівників Фелікс Абер (фр. Félix Habert) заявив, що керівництво Eugen Systems лише через два тижні після початку страйку звернулося до нього та інших працівників із намірами врегулювати ситуацію, і перша зустріч відбулася лише 5 березня. У заяві STJV щодо цієї зустрічі йшлося про те, що Eugen Systems відмовилася визнавати трудові контракти співробітників як точні або юридично чинні, а наступного дня компанія надіслала пропозицію про завершення страйку, яка була «неповною» та «несерйозною».
Депутат французького парламенту Себастьєн Леклер (фр. Sébastien Leclerc) виступив проти страйку, на підтримку Eugen Systems, заявивши, що страйк був зумовлений «політичною позицією» страйкарів і назвав його «взяттям у заручники». Згодом газета Le Monde повідомила, що Леклер має політичні зв'язки з дружиною Седріка Ле Дрессі — одного зі співзасновників Eugen Systems, — і що вона підтримувала Леклера під час його виборчої кампанії 2017 року, що створює конфлікт інтересів у його позиції щодо страйку.
3 квітня 2018 року страйк було завершено працівниками, які заявили: «Ми не вважаємо, що зможемо досягти чогось більшого завдяки цьому страйку, попри те, що наші претензії стосуються лише дотримання трудового законодавства та колективних трудових угод». П'ятнадцять із 21 працівника вирішили передати свої скарги до Французького трудового суду. Сайт для збору пожертв було закрито за кілька днів після цієї заяви..